# Алексиада
«Алексиада» (др.-греч. Ἀλεξιάς, Алексиас) — один из важнейших памятников исторической литературы Византии. Написан Анной Комниной, византийской царевной, дочерью императора Алексея Комнина.
«Алексиада» представляет собой историю жизни Алексея Комнина, охватывающую период с 1056 по 1118 годы. Хотя в целом «Алексиада» носит исторический характер, она не сводится к описанию фактов, представляя собой и литературный памятник. В тексте содержится большое число цитат (в том числе - и из античных авторов — Гомера, Геродота, Софокла, Аристотеля), ярких образов, портретов действующих лиц. Анна Комнина была очевидцем многих описываемых событий, среди действующих лиц повествования — её ближайшие родственники, что определяет как живость и эмоциональность изложения, так и некоторую его пристрастность.
В «Алексиаде» описаны события Первого Крестового Похода, а также дана характеристика основных лидеров крестоносцев, богомильской ереси, сельджукских правителей и других правителей средневековой Европы.